# Oncideres rubra
Oncideres rubra är en skalbaggsart som beskrevs av Franz 1959. Oncideres rubra ingår i släktet Oncideres och familjen långhorningar.
Artens utbredningsområde är:
- Costa Rica.
- El Salvador.
- Honduras.
- Nicaragua.

Inga underarter finns listade i Catalogue of Life.